# 全国探偵協会連合会
全国探偵協会連合会は、連合会に参加している協会及び団体が平等な立場で、それぞれの協会や団体の意見や運営方針を尊重しつつ、相互の連携と親睦を深め、情報交換と調査研究を実施しており、我が国の探偵業の発展に向けて活動を行っている。
2020年3月に名称を「全国探偵業協会連合会」に変更している。

## 参加団体
- 特定非営利活動法人 東京都探偵業協会
- 一般社団法人 探偵協会
- 一般社団法人 日本探偵業協会
- 特定非営利活動法人 家出調査捜索センター
- 一般社団法人 日本リサーチ＆コンサルティング協会
- 一般社団法人 北海道探偵調査業協会
- 東京リサーチ＆コンサルティング協会